# Позняк, Зенон Станиславович
Зено́н Станисла́вович Позня́к (бел. Зяно́н Станісла́вавіч Пазня́к; род. 24 апреля 1944, Субботники, Ивьевский район, Гродненская область, Белорусская ССР, СССР) — белорусский политический и общественный деятель, диссидент, фотограф, археолог, искусствовед, поэт и прозаик.
Один из основателей «Мартиролога Беларуси» (1988 год) и Белорусского народного фронта, глава Консервативно-Христианской Партии — БНФ. Руководитель фракции «Оппозиция БНФ» в Верховном Совете Республики Беларусь 12-го созыва. Внук Я. А. Позняка. С апреля 1996 года находится в эмиграции, проживает в Варшаве.

## Детство
Родился 24 апреля 1944 года в католической семье в деревне Субботники Ивьевского района Гродненской области Белорусской ССР. Католик. Рос без отца (отец пропал без вести в декабре 1944 года). Посещал среднюю школу в родном селе.
Своё детство Позняк вспоминает так:

В детстве у меня было все: материнская ласка, хорошее окружение и авторитеты. Величайшим авторитетом был отец — добилась этого мать. Она всегда приводила пример отца: что бы он делал, как бы он радовался, если бы я вот так сделал … Его дух был дома.
Все было свое — куда не пойдешь, встретишь своего человека. Молодежь тогда не уезжала в города, посёлок (местечко Субботники Ивьевского района Гродненской области) был переполнен, было свое окружение, свои традиции. Чужих не было. Чужие появились позже, в 50-е годы. Это были люди с Востока, и они были совсем другими. Они не ходили в костел, они пили водку, они ругались матом. Мы их не понимали и не воспринимали.
Оригинальный текст (бел.)У дзяцінстве ў мяне было ўсё: матчына ласка, добрае асяроддзе і аўтарытэты. Найвялікшым аўтарытэтам быў бацька – дамаглася гэтага маці. Яна заўсёды прыводзіла прыклад бацькі: што бы ён рабіў, як бы ён радаваўся, калі б я вось гэтак зрабіў... Яго дух быў дома.
Усё было сваё – куды не пойдзеш, сустрэнеш свайго чалавека. Моладзь тады не з’язджала ў гарады, мястэчка (мястэчка Суботнікі Іўейскага раёна Гарадзенскай вобласці) было перапоўненае, было сваё асяроддзе, свае традыцыі. Чужых не было. Чужыя з’явіліся пазней, у 50-я гады. Гэта былі людзі з Усходу, і яны былі зусім іншымі. Яны не хадзілі ў касцёл, яны пілі гарэлку, яны лаяліся матам. Мы іх не разумелі і не ўспрымалі.

По требованию директора школы, чтобы успешно её закончить, вступил в комсомол, но «сразу же по вступлении в институт выбросил комсомольский билет».

## Образование и научная деятельность
В возрасте 18 лет Позняк отправился в Москву. Мечтал поступить на звёздную астрономию, которой тогда увлекался. Жизнь в Москве давалась очень тяжело, и через несколько недель он вернулся в Беларусь. Ещё будучи школьником Зенон параллельно интересовался фотографией, театром и кино, поэтому решил учиться на актёра в минском Театрально-художественном институте (современная Академия искусств). На втором курсе был исключён из института по инициативе парткома по причине «политической неблагонадёжности». После исключения был лишён общежития, и по политическим причинам его отказывались принимать на работу.
Домой Зенон решил не возвращаться и несколько месяцев жил нелегально у друзей в общежитии.

Зима, мороз, денег никаких, работы никакой, и ночевать негде! В общежитии же стояла охрана … Что мы делали с друзьями? Они заходили на второй этаж общежития. Первый свешивался через окно с лестничной площадки вниз, другой держал его за ноги, я хватался руками за руки первого. И меня тащили в коридор!Оригинальный текст (бел.)Зіма, мароз, грошай ніякіх, работы ніякай, і начаваць няма дзе! У інтэрнаце ж стаяла ахова… Што мы рабілі з сябрамі? Яны заходзілі на другі паверх інтэрната. Першы звешваўся праз вакно з лесвічнай пляцоўкі уніз, другі трымаў яго за ногі, я хапаўся рукамі за рукі першага. І мяне цягнулі ў калідор!

Позже устроился рабочим сцены оперного театра, работал фотографом.
Благодаря помощи Максима Танка был принят на отделение театроведения в Белорусский государственный театрально-художественный институт. Максим Танк помогал многим опальным представителям белорусской культуры. Но поэт не мог не знать дедушку Позняка — оба являлись представителями белорусского национального движения в Западной Беларуси. Возможно, он помог не только талантливому студенту, но и внуку своего знакомого. Шёл на красный диплом, но перед защитой диссертации и выпускными экзаменами Позняк во второй раз был исключён за якобы сорванную стенгазету на русском языке. Позже ректор института под давлением Максима Танка признался, что это был приказ КГБ. В итоге в 1968 году руководство института было вынуждено допустить Позняка к защите диплома.
С 1969 по 1972 учился в аспирантуре в Институте этнографии, искусствоведения и фольклора Академии наук БССР. В 1981 году получил степень кандидата искусствоведения. Диссертация называлась «Проблема происхождения и развития белорусского профессионального театра начала XX века (1900—1917)». Из-за конфликта с руководством белорусского института защитил свою диссертацию в Ленинграде.
По политическим причинам в 1976 году был уволен из Института этнографии, искусствоведения и фольклора Академии наук БССР (официальная формулировка — «по причине сокращения кадров»). После обращения Позняка к секретарю ЦК Компартии Белоруссии по идеологии Александру Трифоновичу Кузьмину было отдано указание восстановить на работе, но пришлось выбрать другой институт. Позняк выбрал Институт истории и стал археологом, сначала младшим, а затем старшим научным сотрудником этого института. Изучал период позднего средневековья Беларуси. Проводил археологические раскопки в Минске и в других городах и деревнях Беларуси.

## Ранние годы
Работал заведующим сельским клубом, рабочим сцены оперного театра, фотографом в Государственном музее БССР, художником-оформителем в Минском художественном комбинате, младшим научным сотрудником в отделе археологии Института истории АН БССР, старшим научным сотрудником там же. Также после окончания аспирантуры был фотографом в музее Янки Купалы в Минске.

### Деятельность по защите белорусского национального наследия
С 1960-х годов активно боролся за сохранение историко-архитектурной среды Минска, которая разрушалась в процессе социалистического градостроительства. В 1969 году в соавторстве с художником Левоном Борозна опубликовал статью в газете «Правда» на эту тему. Она появилась в московской газете «Правда» — с помощью поэта Геннадия Буравкина, тогда бывшего корреспондентом этого издания по Беларуси. Будущий политик придумал оригинальный ход: в Купаловском театре, который тоже собирались снести, проходили советские съезды, там даже выступали лидеры большевиков. А потому, утверждал он, здание имеет историческую ценность. Такие аргументы оказались коммунистам понятными, Купаловский — а также Верхний город и Троецкое предместье — удалось спасти, снос исторического центра на какое-то время замедлился, но район Немиги в итоге был уничтожен.
Позже начал выпускать самиздат. Для этого попросил своего друга купить печатную машинку в комиссии при КГБ, где они продавались, так как не очень хотел там появляться. В 1974 году написал под псевдонимом Генрих Ракутович аналитическую записку на русском языке «Положение в Беларуси». В этой записке, распространявшейся в самиздате, Позняк отмечал:

Политика насилия и лжи проводится в Беларуси, почти не ослабевая, с 1930-х годов. Во времена так называемой «хрущевской демократии» мы не смогли полностью реабилитировать большинство своих национальных политических деятелей, писателей и поэтов. Насилие и ложь образовали в республике весьма специфическое положение. По существу мы стоим ещё по горло в крови 1930-х годов. Физические и моральные потери были тотальны и столь существенны, что наше поколение чувствует их постоянно.

### Открытие «Куропат»
Позняк был одним из первых, кто открыл общественности захоронение в Куропатах. Во время учёбы в аспирантуре Позняк жил на минской улице Кольцова. Рядом находились деревни: Цна-Ёдково, Дроздово и Зелёный Луг. Местные жители рассказали Позняку о расстрелах в этих местах в сталинские времена. Но во времена «застоя» опубличить эту информацию было невозможно: место преступления могли бы просто уничтожить. Позняк решил молчать — и жил с этим знанием полтора десятилетия. 3 июня 1988 года в газете «Літаратура і мастацтва» вместе с инженером Евгением Шмыгалёвым при содействии писателя Василя Быкова опубликовал статью «Куропаты — дорога смерти» о расстрелах в пригороде Минска тысяч мирных граждан в сталинскую эпоху. Авторы рассказывали, как в начале 70-х гг. в деревне Зелёный Луг им довелось услышать от старожилов о расстрелах людей в недалеком лесу. Через неделю прокурором БССР Георгием Тарнавским было возбуждено уголовное дело — первое в стране по фактам кровавых преступлений полувековой давности, совершенных НКВД. Было начато следствие и создана правительственная комиссия, в которую вошли писатели Василь Быков и Иван Чигринов, народный художник СССР Михаил Савицкий, бывшая подпольщица Герой Советского Союза Мария Осипова, руководители Минюста и МВД БССР, Верховного Суда, КГБ, ученые, представители общественных организаций. Комиссию возглавила заместитель председателя Совмина Нина Мазай. Следствие возглавил Язэп Бролишс, следователь по особо важным делам Генеральной прокуратуры БССР. Раскопки в урочище с участием Зенона Позняка начались 6 июля 1988 года. По данным следствия, в исследованных могилах были обнаружены останки 356 человек. Останки ещё 35 человек были обнаружены строителями и учащимися. Подытожив результаты раскопок, Позняк и Шмыгалёв оценили количество захороненных во всём урочище в более чем 100 тысяч человек. Всего, по мнению Позняка, в 1930-е годы Беларусь потеряла около двух миллионов человек.
Массовая демонстрация памяти жертв сталинизма («Дзяды-88») 30 октября 1988 года была разогнана властями с применением дубинок и слезоточивого газа, что произошло впервые на территории СССР и привело к росту антисоветских настроений в Беларуси. Вопрос о захоронениях вызвал значительные споры, некоторые публицисты утверждали, что реально было найдено захоронение жертв фашистского геноцида, а результаты предыдущих исследований подтасованы. В то же время расследования, проведенные белорусской генеральной прокуратурой, подтвердили тот факт, что расстрелы проводил НКВД.
25 марта 1997 года Позняк за свою работу был награждён культурно-образовательной ассоциацией «Спадчына» орденом «Гонар Айчыны». В 2009 году он был удостоен премии имени Франтишка Олехновича, вручаемой Белорусским добровольным обществом охраны памятников истории и культуры, за большой вклад в дело увековечения памяти жертв сталинских репрессий.

## Политическая деятельность

### Создание «Белорусского народного фронта»
19 октября 1988 года по инициативе Позняка было организовано собрание в Доме кино (ныне — Красный костёл) в Минске, где было создано образовательное и социально-историческое движение «Мартиролог Беларуси», которое ставило задачей сбор документов о сталинских репрессиях. В этот же день был создан организационный комитет Белорусского народного фронта «Возрождение», в который Позняк вошёл. На её учредительном съезде был создан оргкомитет по созданию Белорусского Народного Фронта. Проводить съезд БНФ в Минске местные власти запретили — делегатам пришлось ехать в Вильнюс. В духе того времени организация получила приставку «за перестройку», от которой отказались только два года спустя. Общественно-политическая организация «Белорусский народный фронт» на волне экономического и политического кризиса в СССР выступила с лозунгами демократизации, ограничения власти коммунистической партии, национального возрождения и завоевала определённую популярность среди населения.
БНФ тогда поддерживала подавляющая часть демократического движения Беларуси. В 1989-м организация собрала 40-тысячный митинг на стадионе «Динамо», в следующем году — огромный предвыборный митинг возле Дома правительства. Толпа отправилась к зданию республиканского телевидения с требованием предоставить эфирное время лидерам движения. Позняк получил его — Фронт становился силой, с которой властям все больше приходилось считаться.
Какое-то время её сторонником даже был Лукашенко. Как писал политолог Валерий Карбалевич в книге «Александр Лукашенко: политический портрет», в 1990-м он «разделял и высказывал идеи, которые по тем временам считались новыми и популярными в обществе. Его взгляды по основным политическим вопросам, как правило, совпадали с платформой оппозиции Белорусского народного фронта». В том году Лукашенко выступал вместе с Позняком на одном из митингов в Могилеве. Политик из Шклова призывал поддержать претензии национальных демократов на власть. Но когда стало ясно, что БНФ не подходит для раскрутки Лукашенко, он отошёл от поддержки Фронта и стал самостоятельно строить свою карьеру.

### Работа в Верховном Совете

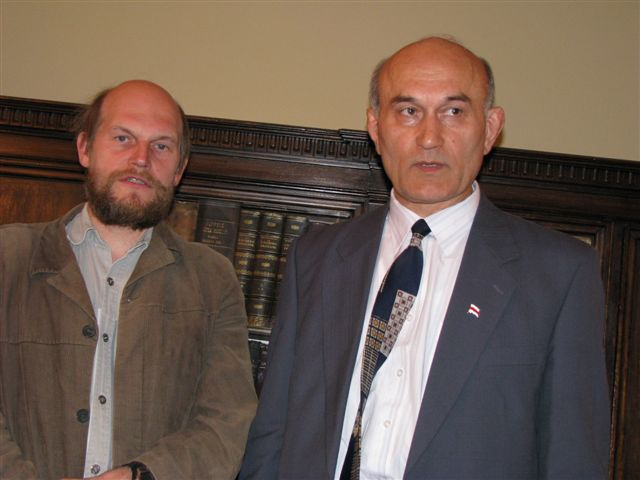
Зенон Позняк и Лявон Барщевский, депутат Верховного Совета Беларуси XII созыва

В том же 1990 году в Беларуси состоялись выборы в республиканский парламент — Верховный Совет 12 созыва, впервые прошедшие на альтернативной основе. БНФ удалось провести в законодательный орган около 30 своих представителей, в том числе и Позняка, победившего по Ангарскому округу № 9 города Минска. С первых заседаний Верховного Совета настаивал с трибуны на проведении реформ. В марте 1991-го Фронт поставил перед собой цель добиться полной независимости Беларуси, сформировать собственную армию, ввести белорусское гражданство и провести Всебелорусский учредительный съезд, который должен был определить способ государственного устройства страны. Всего в Верховном Совете было 360 мандатов, поэтому предложения БНФ блокировались прокоммунистическим большинством. Оно поддержало идею Михаила Горбачева о создании Союза советских суверенных республик, который должен был заменить СССР. Соответствующий договор Беларусь планировала подписать 20 августа 1991 года.
Но спецслужбы и ряд высших руководителей Союза восприняли новый Договор как шаг к развалу страны и 19 августа попытались осуществить государственный переворот. В Минске против ГКЧП (Государственного комитета по чрезвычайному положению, провозглашенного участниками переворота) выступили единицы — в том числе БНФ. Сам Фронт, а также представители других политических партий, назвали путч «антиконституционным захватом власти», а ГКЧП — «хунтой».
Но коммунистическое большинство в парламенте заняло выжидательную позицию. Лишь 22 августа, когда поражение путча в Москве стало очевидно, Президиум ВС решил созвать сессию. В короткий срок группа депутатов БНФ разработала пакет законопроектов и представила их на сессию, открывшуюся 24 августа. Последующие дни стали триумфом Фронта и лично Зенона Позняка. Их натиск и правильно избранная тактика (например, они согнали с трибуны последнего руководителя компартии БССР Анатолия Малофеева, что стало психологическим шоком для номенклатуры) принесли свои плоды. 25 августа декларация о суверенитете Беларуси, принятая за год до этого, получила статус конституционного закона, после чего Беларусь де-юре стала независимой.
За 20 дней до следующей сессии депутаты БНФ разработали 31 законопроект: о гражданстве, создании собственной армии, пограничной службы, таможни, военной прокуратуры, о признании частной собственности на землю и денонсации Союзного договора 1922 года и другие. Все эти пункты (кроме частной собственности на землю) были реализованы позже. А тогда, на сентябрьской сессии, «Погоня» и бело-красно-белый флаг стали государственной символикой. Станислав Шушкевич был избран новым спикером парламента. В декабре 1991-го он подписал Беловежские соглашения, после ратификации которых Беларусь стала независимой и де-факто.
Позняк являлся членом комиссии Верховного Совета по проблемам Чернобыльской катастрофы, комиссии Верховного Совета по законодательству, комиссии при Верховном Совете по содействию в обеспечении прав и интересов реабилитированных и их семей, увековечивании памяти жертв репрессий, имевших место в период 1930-40 гг. и в начале 1950 гг. Также был членом Конституционной комиссии Верховного Совета.
Позняк руководил так называемым «теневым правительством» (где должность премьер-министра занимал Владимир Заблоцкий). Был соавтором Концепции перехода Белорусской ССР к рыночной экономике (осень 1990 г.), а также концепции экономической реформы в Республике Беларусь (весна 1992 г.), основных направлений реформ для выхода из кризиса — предвыборная экономическая платформа БНФ «Возрождения» (весна 1995) и других законопроектов.
После начала наступления на Грозный в конце 1994-го, Позняк вместе с остальными деятелями БНФ воспринял военные действия в Чечне как проявление имперской политики Кремля. В первые дни 1995-го фракция «Оппозиция БНФ» выступила с заявлением о поддержке Чечни в этом конфликте. 20 января на сессии Верховного Совета Лукашенко заявил, что Позняк «призывал граждан Беларуси ехать воевать в Чечню». На следующий день Позняк с трибуны Верховного Совета опроверг слова Лукашенко и потребовал от него извинений, но их не получил. Подал в суд иск о защите чести и достоинства, который выиграл, и Верховный Суд Беларуси обязал Лукашенко опровергнуть клевету в отношении Позняка и попросить у Позняка прощения публично, что в итоге не было сделано.
В 1990—1995 годах Зенон Позняк ежедневно получал в Верховном Совете по 10—12 писем, половину из которых составляли угрозы и проклятья с пожеланием смерти и болезни от экс-работников НКВД и военных пенсионеров, в том числе бывших активистов КПСС.

#### Попытка референдума в 1992 году
В эпоху независимости Беларусь вступила с прежним номенклатурным Верховным Советом, не желавшим проводить политические реформы. В вопросы образования и культуры они вмешивались не так сильно, а потому в этих сферах были достигнуты наибольшие успехи. Состав парламента, вероятно, не соответствовал реальной политической картине и симпатиям избирателей. Поэтому БНФ под руководством Позняка инициировал проведение референдума о досрочных выборах в Верховный Совет. Чтобы вынести вопрос на референдум, требовалось собрать не менее 350 тысяч подписей. БНФ перевыполнил этот план, предоставив в апреле 1992 года в ЦИК 442 тысячи. Большинство из них признали действительными.
По законодательству парламент теперь был обязан утвердить дату референдума. На нем предполагалось спросить у белорусов, согласны ли они на досрочный роспуск нынешнего Верховного Совета и выборы в парламент по новым правилам.
Досрочные выборы в 1992 году давали шанс изменить историю, провести реформы и демократические преобразования. Но, вероятно, депутатское большинство боялось, что не попадет в новый Верховный Совет и лишится многих привилегий. А потому парламентарии в нарушение закона отказались утвердить дату референдума. С высоты лет история неназначенного плебисцита воспринимается одной из точек невозврата: именно тогда локомотив белорусской истории двинулся к президентской модели.

#### Участие в президентских выборах 1994 года

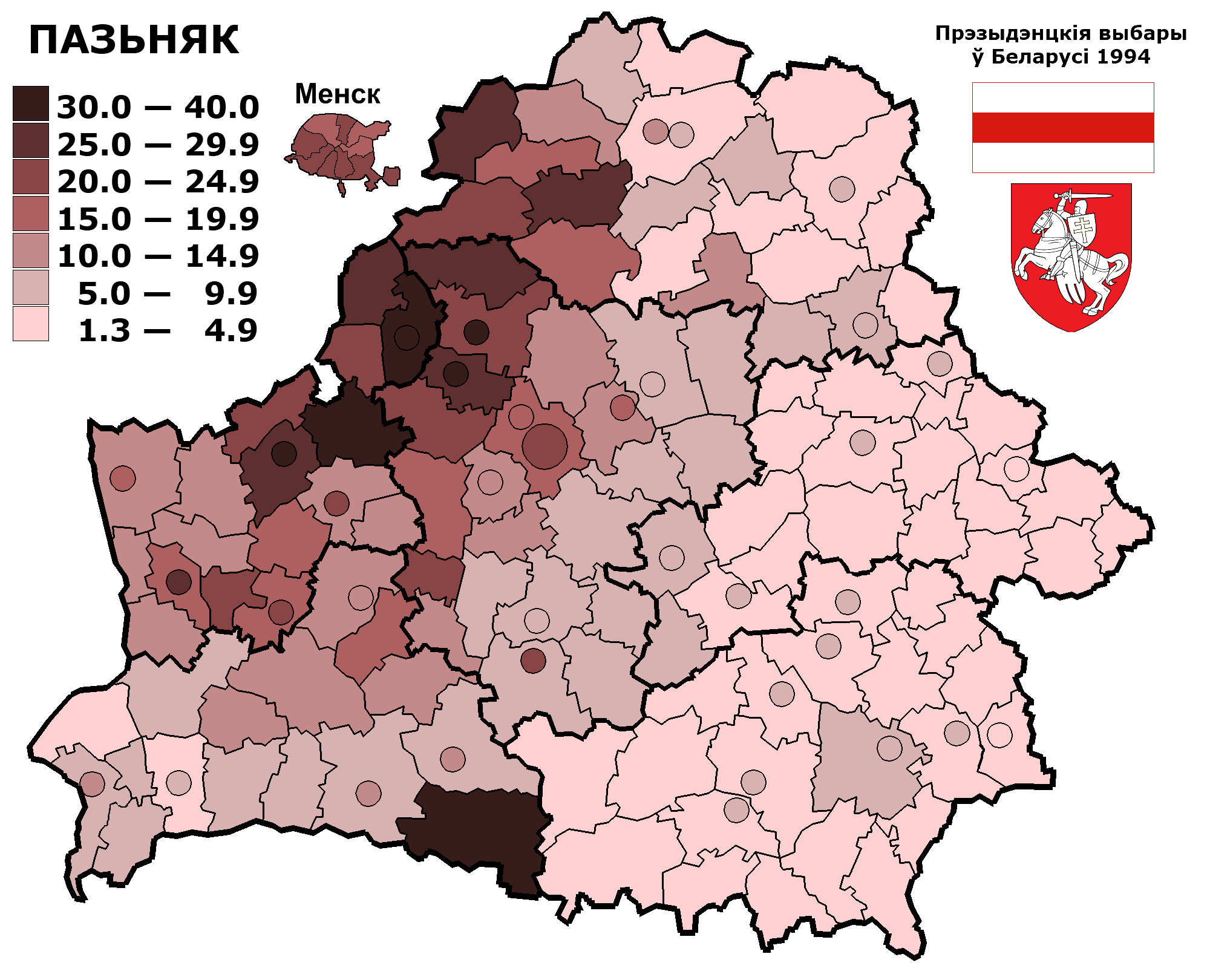
Результаты Позняка на выборах Президента Беларуси 1994 года

Вопрос об устройстве Беларуси стоял уже несколько лет: с лета 1990 года шла работа над белорусской Конституцией. Камнем преткновения стал вопрос, какой быть республике: парламентской или президентской.
На первом варианте настаивала оппозиция из БНФ. Депутат парламента Сергей Наумчик в 1990—1995 писал в книге «Дзевяноста чацвёрты»:

Свою позицию фронтовцы обосновывали тем, что в условиях отсутствия демократических традиций, неразвитой партийной системы и подконтрольного исполнительной власти парламента — президентство, через концентрацию власти, неизбежно трансформируется в диктатуру.Оригинальный текст (бел.)Сваю пазіцыю фронтаўцы абгрунтавалі тым, што ва ўмовах адсутнасці дэмакратычных традыцый, неразвітай партыйнай сістэмы і падкантрольнага выканаўчай уладзе парламента — прэзідэнцтва, праз канцэнтрацыю ўлады, непазбежна трансфармуецца ў дыктатуру

За президентскую республику выступало провластное большинство, которое видело на посту премьер-министра Вячеслава Кебича. Собственно, Конституция и писалась «под него». В конце-концов он — в нарушение закона — смог продавить принятие основного закона в нужном для себя варианте. Не сумев помешать введению поста президента, Позняк вынужденно включился в борьбу за это кресло.
В 1994 году на президентских выборах Зенон Позняк получил 12,82 % голосов, и не прошёл во второй тур, проиграв Александру Лукашенко (44,82 %) и Вячеславу Кебичу (17,33 %). Он получил большую поддержку в Гродненской области — 21,2 %, в Минской области — 15,3 % (в Минске — 21 %) и в Брестской области — 11,7 %. Менее 10 % голосов было получено в Витебской области — 9,4 %, Гомельской — 6,3 %, и меньше всего в Могилевской области — 4,7 %. После выборов неоднократно заявлял о фальсификациях в пользу Кебича в первом туре.
Сергей Наумчик в книге «Дзевяноста чацвёрты» также писал:

По нашим данным Лукашенко побеждал в первом туре, а в вторым был Позняк. Затем был Шушкевич и Кебич. Под утро номенклатура административным ресурсом «вывели» Кебича во 2-й турОригинальный текст (бел.)Па нашых дадзеных Лукашэнка перамагаў у першым туры, а другім быў Пазняк. Затым былі Шушкевіч і Кебіч. Пад раніцу наменклатура адміністрацыйным рэсурсам „вывелі“ Кебіча ў 2-гі тур

Позже Александр Лукашенко подтвердил это.

#### Участие в голодовке депутатов Верховного Совета
В 11—12 апреля 1995 года Зенон Позняк вместе с 18 другими депутатами «Оппозиции БНФ» объявил голодовку, протестуя против вынесения на референдум президентом Лукашенко вопросов о введении русского языка как второго государственного языка, изменении символики в Беларуси (бело-красно-белого флага и герба «Погоня») — это нарушало законодательство. Шокированные депутаты, которые ещё недавно в целом поддерживали Лукашенко, не стали выносить эти вопросы на голосование.
Участники голодовки остались в здании парламента и после завершения рабочего дня. Но ночью туда ввели ОМОН и сотрудников Службы безопасности президента — всего несколько сотен человек. Они насильно выдворили депутатов из здания, сильно их избили и высадили из милицейских машин на нынешнем проспекте Независимости. Позняку пытались выдавить глаза, били его ногой в грудь, ударяли головой о стену, а затем был выброшен на улицу в центре Минска вместе с другими депутатами.
Ночью парламентарии оперативно зафиксировали побои и обратились в Генпрокуратуру. Ввод силовиков в парламент уже давал основание для начала импичмента. Но депутаты даже не осудили избиение коллег, а вместо этого постановили вынести на референдум все вопросы, предложенные Лукашенко.

### Участие в иных избирательных компаниях
На парламентских выборах в 1995 году Зенон Позняк баллотировался в Сморгони. Он набрал 47 %, его соперник — 40 %, но 13 % проголосовали против двух кандидатов. В итоге выборы признали несостоявшимися, а Позняк не попал в парламент.
Сергей Наумчик в книге «Дзевяноста пяты» об этом писал так:

Последнее число было нереальное — обычно против всех голосовало не больше 5 % избирателей. <…>. На каждом избирательном участке в округе, где баллотировался Позняк, приблизительно, к 17 часам неизвестно откуда появлялись стопки бюллетеней. Затем на избирательные участки приходили люди, которых местные никогда раньше не видели, участковые комиссии выдали им бюллетени, а милиция в это время не пускала наблюдателей к столам комиссий проверить законность выдачи бюллетеней (в том числе проверить внесены ли эти люди в список для голосования)Оригинальный текст (бел.)Апошняя лічба была нерэальнай — звычайна супраць абодвух галасавала не больш за 5% выбаршчыкаў. <…>. На кожным выбарчым участку ў акрузе, дзе балатаваўся Пазняк, прыблізна, а 17-ай гадзіне невядома адкуль з’явіліся стосы бюлетэняў. Затым на ўчасткі прыходзілі людзі, якіх мясцовыя жыхары раней ніколі не бачылі, участковыя камісіі выдавалі ім бюлетэні, а міліцыя ў тым часе не давала назіральнікам наблізіцца да сталоў камісіяў і пракантраляваць законнасць выдачы бюлетэняў (у тым ліку і праверыць, ці ўнесеныя гэтыя людзі ў спісы для галасавання)

В начале 2001 года Позняк собирался вернуться в страну для участия в намеченных на осень президентских выборах. 15 июня 2001 он зарегистрировал инициативную группу из 1429 человека во главе с Сергеем Попковым для сбора подписей, необходимых для регистрации Позняка в качестве кандидата в президенты. В итоге он не участвовал в выборах но, как заявил Позняк за его выдвижение было собрано около 104 тысячи подписей, но подано в избиркомы 75 тысяч.
21 декабря 2005 года была снова зарегистрирована инициативная группа из 2405 человек во главе с Сергеем Попковым для сбора подписей, необходимых для регистрации Позняка кандидатом в президенты на выборах весной 2006 года. Председатель Центральной избирательной комиссии Лидия Ермошина объявила, что юридически Позняк не имеет права принимать участие в данных президентских выборах. В январе 2006 Позняк сообщил, что его инициативная группа прекращает сбор подписей и не понесёт их в ЦИК, так как в любом случае их посчитают недействительными, хотя команда Позняка собрала подписи около 135 тысяч человек. 27 января инициативная группа Позняка официально прекратила участие в президентской кампании. Позже он заявил, что нынешний сценарий «псевдовыборов» не учитывает вариант создания равных условий для претендентов на президентскую должность. Члены инициативной группы всю кампанию по сбору подписей находились под сильным давлением милиции и КГБ. Были случаи угроз, провокаций, задержаний и арестов сборщиков подписей. На членов группы не раз составлялись протоколы.

## Эмиграция

### Участие в Чернобыльском шляхе 1996 года
В 1996 году на повестку дня вышел вопрос интеграции. Тогда казалось, что Беларусь может стать частью России. Поэтому слухи о подписании Союзного договора и реальная угроза потери независимости вывела на улицы тысячи молодых людей, ранее не принимавших участия в акциях.
Серия митингов вошла в историю как «Минская весна», локомотивом которой как раз являлся БНФ. Они достигли своей цели — к России Беларусь не была присоединена, но Позняка заставили уехать из страны. В ночь с 26 на 27 марта его коллега Наумчик выехал через Россию в Киев. Позняк спрятался на конспиративной квартире и присоединился к нему спустя несколько дней. Обоих искала милиция, пытавшаяся привлечь их к уголовной ответственности за организацию митингов.
Наумчик остался за границей, а Позняк 26 апреля вернулся в Минск ради участия в «Чернобыльском шляхе», на который вышло около 50 тысяч человек. На митинге он неожиданно попросил почтить минутой молчания память чеченского президента Джохара Дудаева, убитого за пять дней до этого. Белорусы тогда ещё не знали о последствиях штурма Грозного (город был почти полностью разрушен) и неоднозначное высказывание серьёзно ударило по репутации политика.
После митинга Позняк сумел приехать в штаб-квартиру БНФ. Вечером к ней подъехало два автобуса с автоматчиками в чёрных масках, которые ворвались в помещение. Все, кто находился внутри были задержаны, но Зенону Позняку ещё вместе с несколькими людьми удалось выйти через другую дверь. На следующий день Лукашенко устроил разнос главы КГБ и заместителю министра внутренних дел за то, что не задержали Позняка. После чего на всех пограничных постах Беларуси появилось распоряжение задержать Позняка и Наумчика при въезде-выезде.
В начале мая Политик навсегда покинул страну и присоединился к Наумчику. Сначала они находились в Европе. В июле прилетели в США, где попросили политического убежища. Белорусский МИД заявил, что «нет никаких поводов утверждать, как будто в отношении Позняка и Наумчика существует угроза политического или физического гонения». Депутаты парламента сделали официальный запрос в прокуратуру: отменена ли команда задержать двух политиков при пересечении границы. Но ответа так и не получили.
В августе 1996 года Позняку и Наумчику предоставили политическое убежище в США. Это был первый случай после распада СССР, когда граждане постсоветского пространства получили такой статус по политическим причинам. Ситуация в Беларуси мгновенно оказалась в центре внимания ведущих американских СМИ. Это повлияло на то, что США и Европейский Союз не признали результаты референдума 1996 года.

### Раскол Белорусского народного Фронта
В следующие два года Позняк находился за границей, управляя партией БНФ дистанционно — через сообщения по факсу.
В 1999 году когда истекала первая президентская пятилетка Лукашенко (срок, установленный по Конституции). Но отсчет срока политик решил вести заново с 1996-го, когда была принята новая редакция Конституции. Этим обстоятельством решила воспользоваться часть оппозиции. Виктор Гончар — в прошлом соратник Лукашенко, а затем его противник — предложил провести в мае альтернативные выборы. К тому же в 1996-м его сняли с поста руководителя ЦИК с нарушением закона, а значит Гончар формально имел право организовать избирательный процесс. Переговоры велись с десятком политиков, но свое согласие участвовать в выборах дали лишь экс-премьер Михаил Чигирь, ушедший в отставку в 1996-м и с того времени работавший в Москве, а также Позняк.
Повинуясь партийной дисциплине, в выборах приняли участие активисты Фронта. Но вскоре после начала кампании лидер БНФ снял свою кандидатуру, обвинив организаторов в провокации. Это дезориентировало членов партии. Часть из них после этого вышли из избирательных комиссий, другие остались в их составе. После решения Зенона Станиславовича альтернативные выборы потеряли всякий смысл, а партия оказались на грани раскола.
Правда, противоречия в БНФ нарастали задолго до этого. В партии не было единства в плане стратегии. Позняк и его единомышленники продолжали придерживаться прежней линии, реализуемой на протяжении 1990-х: они воспринимали Фронт как ведущую и самодостаточную политическую силу, к которой должны «подстраиваться» другие партии. А вот их оппоненты были готовы договариваться с другими оппозиционными силами и идти на компромиссы ради победы демократии.
На выборах нового главы партии оппоненты Позняка выдвинули в качестве альтернативного кандидата, 38-летнего филолога, одного из основателей БНФ Винцука Вечерку (отец Франака Вечерко, советника Светланы Тихановской). Ни он, ни Позняк не смогли набрать большинство голосов. В итоге сторонники Позняка собрались на свой съезд, избрали политика руководителем и изменили название на «Консервативно-христианская партия — БНФ». Оппоненты это решение не признали и, собравшись отдельно, избрали лидером Вечерко, ставшего лидером партии БНФ.

### Дальнейшая деятельность в эмиграции
Некоторое время жил в Чехии, Украине, Польше, Великобритании, был приглашен в США для участия в ряде политических мероприятий. В связи с преследованием белорусских властей получил политическое убежище в США. Наряду с Позняком в эмиграцию уехала его жена — Галина, и приёмная дочь Надежда. Сейчас вместе с семьёй живёт в Варшаве. Сохранил белорусское гражданство.

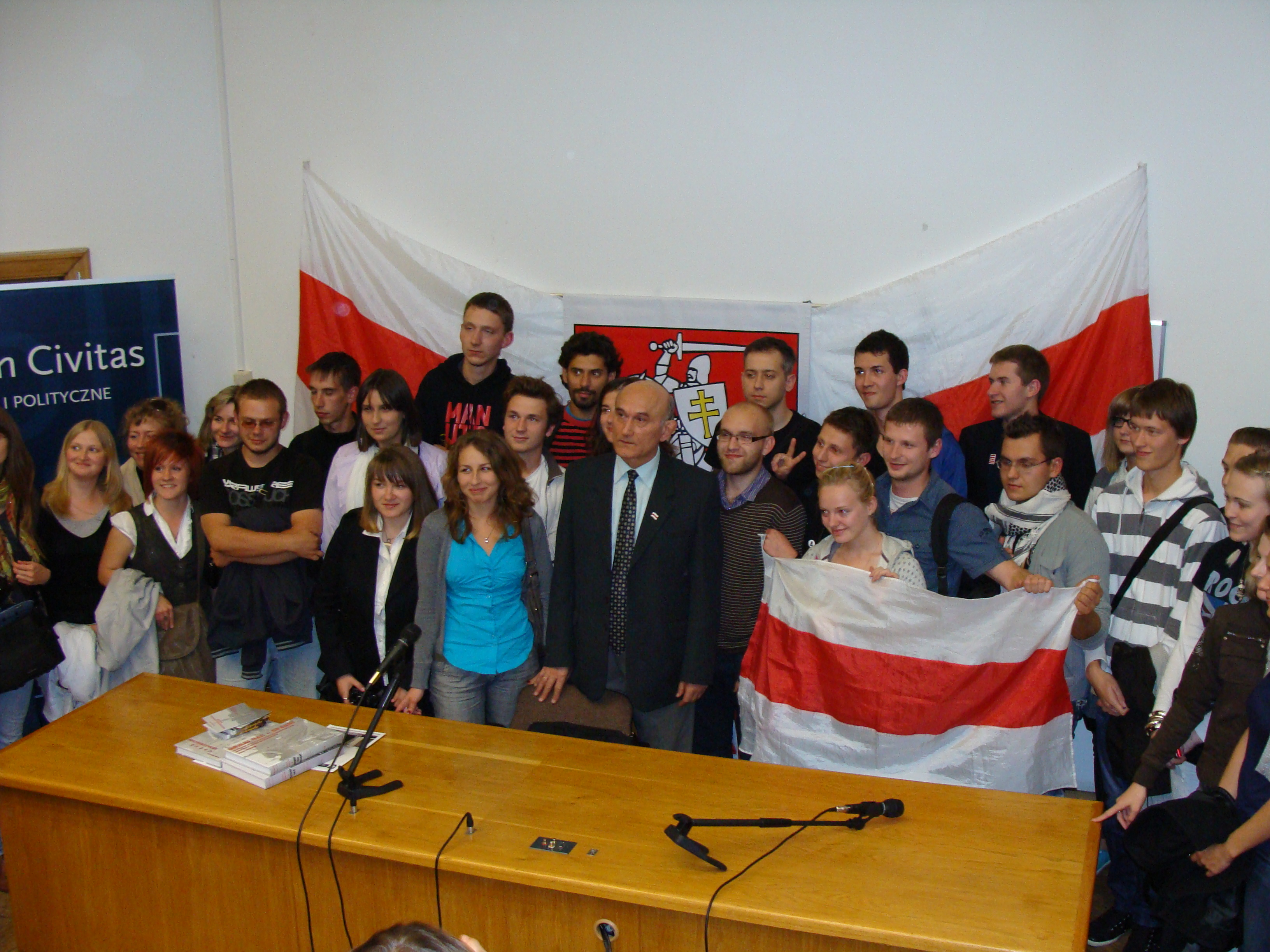
Зенон Позняк с белорусскими студентами в Варшаве. В руках студентов — бело-красно-белый флаг. 2011 год

В июне 1997 года по фактам высказываний Позняка в прессе о России и политике российских властей, которые, по версии следствия, направлены на разжигание национальной вражды, принижают честь и достоинство русского народа, было возбуждено уголовное дело по ст. 71 УК РБ.
Является председателем основанной им после распада партии БНФ в 1999 году партии КХП-БНФ. В эмиграции продолжает заниматься политикой, встречается с общественностью, политическими деятелями и журналистами, пишет научные, политические и культурологические статьи, издал около десятка книг и брошюр.
В эмиграции Позняк стал больше уделять внимания творчеству: выпустил книгу публицистики, стихотворений и фотографий, написанные в соавторстве мемуары о провозглашении независимости.
Народная программа «Вольная Беларусь», подготовленная группой политиков и экспертов под руководством З. Позняка и изданная отдельной книгой весной 2017 года (по мнению авторов, это «проект новой Беларуси» для использования «будущим временным или переходным правительством или иным политическим образованием, которое после ликвидации антинародного режима возьмет на себя ответственность за судьбу и будущее Республики Беларусь»), вызвала противоречивые отклики.
Например, политолог Вольф Рубинчик, отметив, что «программа Позняка и компании содержит ряд здравых пожеланий», посчитал, что Позняк, «взяв на себя ответственность за эту программу, как бы расписался в том, что не является уже действующим политиком: в возрасте 73 лет он перешёл на „скамейку запасных“, в разряд экспертов».
Зенон Позняк ответил: «Это ошибочное мнение, что я теперь выступаю больше как эксперт. Хоть я поехал в эмиграцию, я оставался и остаюсь до сегодняшнего дня руководителем Консервативно-Христианской партии-БНФ. Я занимаюсь организационной работой. Многое, что делается партией, не обнародуется, спрятано, потому что ситуация в стране такая, но результат нашей деятельности есть».
В июне 2017 года Зенон Позняк в очередной раз переизбран на пост председателя КХП-БНФ.
На президентских выборах 2020 года изначально агитировал за бойкот, однако затем поддержал Светлану Тихановскую.

## Взгляды
Позняк системно критикует многих деятелей оппозиции в Беларуси, обвиняя в связях с КГБ. Убеждён, что на российские и брюссельские гранты невозможно добиться демократии в Беларуси и построить свободную Беларусь.

Политика имеет свои правила. Если ты берешь российские деньги, то ты будешь вынужден проводить их интересы. Если ты берешь брюссельские деньги, то будешь проводить их интересы. Никогда никакое национальное движение не базировалось на чужих деньгах. Мы должны опираться на свои интересы.
Оригинальный текст (бел.)Палітыка мае свае правілы. Калі ты бярэш расейскія грошы, то ты будзеш вымушаны прамаваць іх інтарэсы. Калі ты бярэш брусэльскія грошы, то будзеш прамаваць іхныя інтарэсы. Ніколі ніякі нацыянальны рух не базаваўся на чужых грошах.  Мы павінны абапірацца на свае інтарэсы.

Считает, что если Беларусь войдет в состав России — это будет крупной геополитической катастрофой, которая может привести к войне, так как исторически, если 2 страны-антагониста (имеется в виду Россия и Польша) имеют общие границы, то это крайне повышает риск войны.

## Творчество и публикации
Зенон Позняк является автором книг и статей в области политики, культуры и истории Беларуси. Также он опубликовал три тома стихов и поэм под псевдонимом «Зянон». Часто добавлял свои фотографии в статьи и публикации. Большинство его произведений написаны на белорусском языке. Исключением являются кандидатская диссертация на соискание ученой степени кандидата искусствоведения и некоторые статьи, написанные на русском языке.
Авторство
- Позняк З. С., Беларуска-расейская вайна = Belarus is an eastern outpost, Варшава 2005.
- Двуязычие и бюрократизм // Радуга, № 4. 1988.
- Позняк З. С., Цяжкі час. Канцэпцыя новага Беларускага Адраджэньня, кн.2, артыкулы і матэр’ялы (IV 1996—2002), Варшава-Нью-Йорк-Вильнюс 2010.
- Позняк З. С., Дэкларацыя — першы крок да незалежнаці, Варшава-Нью-Йорк-Вильнюс 2010.
- Позняк З. С., Гутаркі з Антонам Шукелойцам, Варшава-Вильнюс 2003.
- Позняк З. С., Нацыянальныя каштоўнасці. Выбраныя артыкулы, Варшава 2009.
- Позняк З. С., Новае стагоддзе, Вильнюс-Варшава 2002.
- О русском империализме и его опасности // Народная газета, 15-17.01.1994
- Позняк З. С., Прамаскоўскі рэжым альбо Як адбываецца разбурэнне Беларусі, Варшава-Нью-Йорк 2005.
- Позняк З. С., Развагі. Канцэпцыя новага Беларускага Адраджэньня, кн.1, артыкулы і матэр’ялы (1990-III 1996). Варшава-Нью-Йорк-Вильнюс 2010.
- Позняк З. С., Рэча даўняга часу. Кніга для вучняў, Минск 1985.
- Позняк З. С., Сапраўднае аблішча, Минск 1992.
- Позняк З. С., Тэатр імя Янкі Купалы — помнік архітэктуры і гісторыі, Минск 1990.
- Позняк З. С., Проблемы становления белорусского профессионального театра начала XX века (1900—1917 gg.). 17.00.01, Ленинград 1981.
- Ракутович Г., Положение в Белоруси, Минск 1974.
- Зянон, Дарога (вершы i фатаграфіі), Варшава-Вильнюс 2007.
- Зянон, Глорыя Патрыя. Вершы і фатаграфіі., Minsk 1970.
- Зянон, Вялікае княства. Паэма ў трох частках, вершы і фатаграфіі., Варшава-Нью-Йорк-Вильнюс 2005.

Соавторство
- Позняк З. С., Хадкевич T., Мінск. Альбом, Минск 1968.
- Позняк З. С. и другие, Курапаты, Артыкулы, навуковая справаздача, фотаздымкі, Минск 1994..
- Позняк З. С., Наумчик С. И., Дэпутаты незалежнасці, Варшава-Нью-Йорк-Вильнюс 2010.
- Позняк З. С., Стрельцова Б., Браслаўшчына, Минск 1970.

## Семья

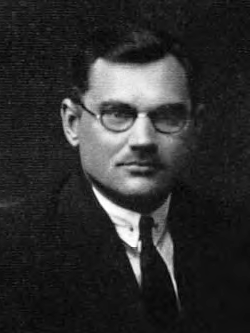
Ян Александрович Позняк — дед Зенона Позняка

Дед, Позняк, Ян Александрович — белорусский общественно-культурный деятель, издатель, публицист, политик. Принимал участие в работе белорусских христианско-просветительских кружков. Член Христианско-демократического союза (бел. Хрысціянска-дэмакратычная злучнасць) с момента его основания в мае 1917 года в Петрограде. Был редактором и издавал такие газеты и журналы, как «Biełarus» (рус. Белорус), «Biełaruskaja krynica» (рус. Белорусский источник), «Хрысьціянская думка» (рус. Христианская мысль) и «Раніца» (рус. Утро). В сентябре-октябре 1939 года арестован НКВД и вывезен из Вильно. По одной из версий, до июня 1941 года содержался в тюрьме в Старой Вилейке, что недалеко от Молодечно. Обстоятельства и дата гибели неизвестны.
Отец Станислав Янович Позняк (1922—1944) погиб во время войны в декабре 1944 года.
Мать Анна Ефимовна Позняк (1922—2012). Практически всю свою жизнь прожила в Субботниках. Последние годы тяжело болела. В апреле 2012 года в Беларуси умерла, не дожив до своего 90-летия несколько дней, на похороны Позняк не приехал, опасаясь преследования со стороны властей.
Жена — Галина Позняк (Ващенко), в прошлом — депутат Минского городского совета. В браке с 1995 года. Живёт в Варшаве .
Своих детей у Зенона Позняка нет, но есть приёмная дочка Надежда.

## Оценки деятельности
Так оно и должно быть, потому что апостол народной правды всегда опережает своё время. Как настоящий белорус и политик Зенон Позняк терпеливо мечтает о расцвете национальной культуры, униженного белорусского языка. Но он знает, что расцвет наступит только при одном-единственном условии: полной независимости Белоруссии, когда она действительно станет суверенным государством, равной в объединении европейских народов. Кажется, это время приближается. И в том, что оно станет наконец возможным, одна из первейших заслуг принадлежит признанному лидеру нации, верному сыну Беларуси Зенону Позняку.
— Василь Быков. Лідэр. Нататкі да палітычнага партрэта Зянона Пазьняка.
Первый руководитель Беларуси Станислав Шушкевич считает, что З. Позняк достоин почтения и отмечает его заслугу в становлении независимой Беларуси, но отмечает, что его взгляды были непонятны людям, оттого он был не нужен ни Западу, ни Беларуси. После того, как в 2011 году З. Позняк заявил, что белорусская оппозиция полностью финансируется и контролируется Западом и не имеет собственных идей и целей, Шушкевич назвал его политическим дезертиром и трусом.
Активно подвергался критике со стороны российских политиков, политологов и историков. Так бывший директор Института славяноведения РАН В. Волков обвиняет З. Позняка в национал-радикализме и русофобии, а историк, философ и этнограф Ю. Семёнов — в воинствующем национализме и фашизме. Публицист Рой Медведев называет Зенона Позняка жёстким и радикальным националистом, фанатиком национальной идеи.
В 2010 году глава Партии БНФ А. Янукевич также критиковал З. Позняка за попытки обвинять своих оппонентов в связях с КГБ или ФСБ. Бывший диссидент М. Кукобака считает З. Позняка нетерпимым и авторитарным по характеру политиком, его эмиграцию называет дезертирством, после которого З. Позняк потерял моральное право критиковать кого бы то ни было.
Известная советская диссидентка и правозащитница Валерия Новодворская высказала мнение, что некогда лидер белорусской оппозиции Зенон Позняк «умер» в тот день, когда «испугался за свою драгоценную жизнь и эмигрировал».

## Награды
- Медаль «100 лет БНР» (2018, Рада Белорусской народной республики)[53].
- Кавалер ордена Погони (2024, Рада Белорусской народной республики) — за важнейший вклад в независимость Беларуси, национальное возрождение, защиту демократии[54]